# Episodi di Smallville (ottava stagione)
L'ottava stagione della serie televisiva Smallville è andata in onda sul canale statunitense The CW dal 18 settembre 2008 al 14 maggio 2009. In Italia è stata trasmessa in prima assoluta sul canale a pagamento Steel, della piattaforma Mediaset Premium, dal 20 marzo al 3 luglio 2009. Steel ha erroneamente trasmesso il nono episodio (Abisso) prima dell'ottavo (Stirpe). Su Mediaset Premium Play invece sono ancora elencati prima (Abisso) come ottavo, poi (Il matrimonio) come nono e infine (Stirpe) come decimo. Successivamente la stagione è stata replicata in chiaro da Italia 1 dall'11 febbraio al 22 marzo 2010. 
Justin Hartley viene promosso al cast principale, a cui si uniranno pure Cassidy Freeman e Sam Witwer, quest'ultimo nei panni dell'antagonista principale della serie (Davis Bloom/Doomsday). Nell'ultimo episodio della stagione Sam Witwer lascerà il cast insieme all'attore Aaron Ashmore.
| nº | Titolo originale | Titolo italiano         | Prima TV USA      | Prima TV Italia |
| -- | ---------------- | ----------------------- | ----------------- | --------------- |
| 1  | Odyssey          | Odissea                 | 18 settembre 2008 | 20 marzo 2009   |
| 2  | Plastique        | Furia esplosiva         | 25 settembre 2008 | 20 marzo 2009   |
| 3  | Toxic            | Delirio                 | 2 ottobre 2008    | 27 marzo 2009   |
| 4  | Instinct         | La mantide del bacio    | 9 ottobre 2008    | 27 marzo 2009   |
| 5  | Committed        | Pericolosamente insieme | 16 ottobre 2008   | 3 aprile 2009   |
| 6  | Prey             | L'ombra che uccide      | 23 ottobre 2008   | 3 aprile 2009   |
| 7  | Identity         | Identità                | 30 ottobre 2008   | 10 aprile 2009  |
| 8  | Bloodline        | Stirpe                  | 6 novembre 2008   | 16 aprile 2009  |
| 9  | Abyss            | Abisso                  | 13 novembre 2008  | 10 aprile 2009  |
| 10 | Bride            | Il matrimonio           | 20 novembre 2008  | 17 aprile 2009  |
| 11 | Legion           | La legione              | 15 gennaio 2009   | 24 aprile 2009  |
| 12 | Bulletproof      | A prova di proiettile   | 22 gennaio 2009   | 24 aprile 2009  |
| 13 | Power            | Potere                  | 29 gennaio 2009   | 1º maggio 2009  |
| 14 | Requiem          | Requiem                 | 5 febbraio 2009   | 8 maggio 2009   |
| 15 | Infamous         | Diffamazione            | 12 marzo 2009     | 15 maggio 2009  |
| 16 | Turbulence       | Turbolenza              | 19 marzo 2009     | 22 maggio 2009  |
| 17 | Hex              | Desideri                | 26 marzo 2009     | 29 maggio 2009  |
| 18 | Eternal          | Eterno                  | 2 aprile 2009     | 5 giugno 2009   |
| 19 | Stiletto         | Stiletto                | 23 aprile 2009    | 12 giugno 2009  |
| 20 | Beast            | La bestia               | 30 aprile 2009    | 19 giugno 2009  |
| 21 | Injustice        | Ingiustizia             | 7 maggio 2009     | 26 giugno 2009  |
| 22 | Doomsday         | Doomsday                | 14 maggio 2009    | 3 luglio 2009   |

## Odissea
- Titolo originale: Odyssey
- Diretto da: Kevin Fair
- Scritto da: Todd Slavkin, Darren Swimmer, Kelly Souders e Brian Peterson

### Trama
Un mese dopo la distruzione della Fortezza Tess Mercer, nuova direttrice della LuthorCorp come voluto da Lex, coordina le ricerche per trovare quest'ultimo; il suo campo di ricerca nell'Artico viene tuttavia attaccato da Black Canary, Aquaman e Freccia Verde, che cercano Clark. Lois si introduce nella tenuta Luthor e ruba una chiave USB per cercare informazioni su Chloe, per poi venir allontanata da Tess. Chloe si trova nel Montana, dove viene sottoposta a test che rivelano capacità intellettive eccezionali. Clark si trova senza poteri in uno sperduto paese russo, dove viene costretto a lavorare per il boss locale. Chloe scopre due numeri di cellulari criptati (a causa di ciò Aquaman e Black Canary vengono rapiti) ma quando si accorge che il terzo è quello di Oliver capisce che gli uomini che la trattengono non sono del governo e tenta di scappare, venendo fermata da Regan, collaboratore di Lex. Oliver recupera Clark e gli dice che Chloe non è mai stata arrestata: i due capiscono che è stata condotta nella base di Lex nel Montana (dove sono stati portati anche AC e Dinah) e vi si recano, incontrando anche Lois. Clark libera Chloe ma incrocia Oliver che, controllato mentalmente da Regan, lo trafigge: interviene allora Martian Manhunter, che portandolo vicino al Sole gli fa recuperare i suoi poteri ma perde i propri. Tess entra in possesso del cristallo da cui si è originata la Fortezza. Chloe accetta la proposta di matrimonio di Jimmy mentre Clark accetta il lavoro al Planet in modo da essere sempre informato nel caso di emergenze. 
- Altri interpreti: Phil Morris (John Jones/Martian Manhunter), Alaina Huffman (Dinah Lance/Black Canary), Alan Ritchson (Arthur Curry/Aquaman), Ari Cohen (Regan Matthews), Sara Canning (Assistente di Tess), Vladmir Moskovchenko (Leader campo di lavoro), Derek Lowe (Tecnico del sonar), Patrick Gilmore (Ricercatore), Alexander Mandra (non accreditato) (Fratello di Nickolai).

## Furia esplosiva
- Titolo originale: Plastique
- Diretto da: Rick Rosenthal
- Scritto da: Holly Henderson e Don Whitehead

### Trama
Durante il primo giorno di lavoro di Clark al Daily Planet scoppia una bomba in un autobus; il giovane Kent aiuta Tess mentre Chloe assiste Davis, un paramedico, che fornisce le prime cure a una ragazza, Bette. Clark scopre che Tess è la nuova redattrice capo del Planet; questa lo convoca chiedendogli di aiutarla a cercare Lex per poi decidere di pedinarlo. All'ospedale Chloe fa conoscenza con Bette, che le dice di essere una senzatetto; la reporter e Davis riescono infine a convincere la ragazza ad accettare la loro ospitalità. Clark scopre che l'autobus è esploso senza però che siano presenti tracce di esplosivo: ipotizzando con Chloe che si tratti di un mutante, Bette li indirizza da un altro senzatetto, Tommy; la ragazza e lui lo ritrovano, ma Bette, col suo potere, lo uccide. Clark incontra Davis all'ospedale e questi gli rivela che la reporter sta per sposarsi. Chloe ha una discussione con Bette e la ragazza scatena incidentalmente il suo potere; le rivela inoltre di essere stata internata nel laboratorio del Montana per poi attaccarla, venendo fermata da Clark. Bette viene arrestata ma Tess la convince ad unirsi a lei. Davis si sveglia nudo in un vicolo dopo una qualche trasformazione.
- Altri interpreti: Jessica Parker Kennedy (Bette Sans Souci/Plastique), Sara Canning (assistente di Tess), Mike Dopud (George, guardia di sicurezza), Nathan Dashwood (Tommy Walker), Michael Chase (primo agente CSI), Drew Nelson (secondo agente CSI), Alain Chanoine (medico), Jason Poulsen (Colin).

## Delirio
- Titolo originale: Toxic
- Diretto da: Mairzee Almas
- Scritto da: Caroline Dries

### Trama
Durante una serata Oliver ha un malore: Clark e Chloe accorrono e il miliardario rivela loro di essere stato avvelenato e di avere poche ore di vita. Dopo essere stato portato a casa di Chloe, Oliver ha dei flashback nei quali si trova su un'isola deserta dove affina la sua abilità come arciere e incontra Tess, rapita e condotta lì con un'amica, che lo salva da un avvelenamento letale. Clark e Chloe cercano l'antidoto e il giovane Kent mette in guardia l'amica dalla super intelligenza che ha ottenuto da Brainiac. Clark, grazie a Tess, ottiene l'antidoto con cui Davis e Lois salvano Oliver; questi, appena ripresosi, dice a Clark di andare a salvare Tess, che infatti è stata attaccata dall'uomo che l'aveva rapita. Tess infine consegna a Oliver la prova che Lionel ha ucciso i Queen e uccide con il suo stesso veleno il suo rapitore. 
- Altri interpreti: Ron Selmour (Marcos), Andrea Lai (Megan), Barbara Kottmeier (Adrianna), Peter Grasso (Conducente del taxi).

## La mantide del bacio
- Titolo originale: Instinct
- Diretto da: James Conway
- Scritto da: Al Septien e Turi Meyer

### Trama
Tess e il dottor Groll eseguono dei test sul cristallo; durante uno di essi l'oggetto lancia un impulso al quale risponde Maxima, regina del pianeta Almerac, che giunge sulla Terra alla ricerca del kryptoniano che ha inviato il messaggio e che dovrebbe essere la sua anima gemella. Clark e Lois cominciano ad indagare sugli uomini uccisi dall'aliena mentre Jimmy trova la lettera d'amore che Chloe scrisse a Clark tempo addietro. Maxima attacca Tess alla tenuta Luthor mentre Clark scopre il simbolo dell'aliena, che Chloe, grazie alla sua super intelligenza, interpreta. Maxima, nel frattempo, trova Jimmy in un club: Clark lo salva ma l'aliena, che lo vede usare i suoi poteri, lo seduce al Planet; i due vengono interrotti da Lois, la quale viene poi attaccata da Maxima, che le rivela che sia la reporter che Clark provano qualcosa l'uno per l'altra. Tess e Clark si incontrano alla Fondazione Isis e la donna gli mostra il cristallo; il reporter, sentendo la telefonata della donna ai suoi uomini, rintraccia e ferma Maxima rispedendola su Almerac. Chloe consegna a Clark la lettera che gli scrisse e gli chiede di accompagnarla all'altare come amico; il ragazzo le parla allora del cristallo e Chloe decide di accettare la proposta di Tess di studiarlo. La donna però le confessa che il cristallo è stato rubato per poi ricevere un'email, firmata con una X, che le dice che non è ancora pronta.
- Altri interpreti: Charlotte Sullivan (Maxima), Anna Williams (Eva Greer), Bill Mondy (dott. Edward Groll), Stephen Huszar (Broker), Michael Scholar Jr. (Cameriere al banco), Paul Wu (Istruttore di kickboxing), Richard Busch (Capo plotone).

## Pericolosamente insieme
- Titolo originale: Committed
- Diretto da: Glen Winter
- Scritto da: Bryan Miller

### Trama
Chloe e Jimmy, subito dopo la loro festa di fidanzamento, vengono rapiti. Oliver invita a cena Tess e la donna accetta. Clark e Lois scoprono che oltre a Jimmy e Chloe anche altre coppie di futuri sposi sono scomparse: l'uomo che li ha rapiti li sottopone alla macchina della verità punendo con l'elettroshock il partner in caso di menzogna. Oliver arriva a casa di Tess e dopo averle spiegato perché avesse troncato la loro relazione i due si baciano. Chloe e Jimmy vengono rilasciati dal rapitore (il gioielliere) mentre Lois viene rapita: Clark, dopo aver capito chi è il rapitore, si dirige da lui, ma il polsino dell'orologio alla kryptonite dell'uomo lo indebolisce e viene sequestrato anche lui. Lois confessa il suo amore per Clark mentre il ragazzo riesce a fermare il rapitore prima di rispondere. Jimmy confessa a Chloe la sua vera storia familiare mentre Tess, dopo aver passato la notte con Oliver, lo manda via. Lois e Clark tentano di stemperare i toni. 
- Altri interpreti: David Lewis (Macy/Gioielliere), Anna Williams (Eva Greer), Ben Derrick (Panettiere).

## L'ombra che uccide
- Titolo originale: Prey
- Diretto da: Michael Rohl
- Scritto da: Brian Peterson e Kelly Souders

### Trama
Chloe comincia a gestire un gruppo di sostegno per ragazzi mutanti da meteorite, ma una delle frequentanti viene uccisa. Clark aiuta delle persone, tra cui Davis, coinvolte nel crollo di un locale; qui incontra anche il marziano, John Jones, che persi i suoi poteri è diventato un detective. John rivela a Clark che Davis è sempre stato presente sul luogo degli ultimi incidenti, mentre il paramedico confessa a Chloe di temere di essere il killer nonché i suoi sentimenti. Clark e Chloe cominciano ad indagare e il giovane Kent scopre che il killer, una creatura d'ombra, è uno dei ragazzi del gruppo di Chloe. Questa si scusa con l'amico consegnandogli tutto il materiale raccolto sui mutanti per poi allontanare Davis. L'assistente di Tess propone al ragazzo-ombra di unirsi al suo gruppo dicendo di sapere che non è lui il vero killer; uno degli oggetti personali di una delle vittime è in possesso di Davis. Jimmy dice a Clark di voler scoprire chi è il misterioso eroe di Metropolis. 
- Altri interpreti: Phil Morris (John Jones/Martian Manhunter), Anna Williams (Eva Greer), Tyler Johnston (Randy Klein), Julia Maxwell (Mary Pierson), Max Train (Jesse Watts), Mitchell Duffield (Travis Black), Aubrey Arnason (Jessica Holm), Jay-Nicolas Hackleman, (Gestore della gioielleria), Chris Nowland (Ragazzino), Jessica Erwin (Infermiera), Connor Widdows (Bullo #1), Ryan King (Giovane strangolatore #2).

## Identità
- Titolo originale: Identity
- Diretto da: Mairzee Almas
- Scritto da: Todd Slavkin e Darren Swimmer

### Trama
Clark salva Jimmy e Lois da una rapina, ma il ragazzo riesce a scattare una foto nella quale appare una macchia rossa sfocata, ovvero Clark che usa la super velocità. Sebastian Kane, nuovo reporter del Planet capace di vedere il passato altrui col tocco, fa conoscenza con Lois e la invita a cena; l'uomo, che lavora per Tess, viene incaricato da questa di trovare il cristallo. Clark chiede a Chloe di aiutarlo a mantenere il suo segreto ma la ragazza gli consiglia di cogliere l'occasione e crearsi un alter ego. Jimmy scopre il segreto di Clark e questi chiede aiuto a Chloe e Oliver. Sebastian scopre che Lois conosce il suo segreto e, dopo averla riportata a casa, tenta di ucciderla, ma Clark lo ferma; lo stratagemma per sviare Jimmy tuttavia riesce, ma ora è lei che decide di dedicarsi a scoprire chi è l'eroe. Clark confessa a Oliver di averci ripensato sul fatto di proteggere il mondo alla luce del sole mentre il miliardario, dopo averlo perdonato per non avergli detto che Lionel aveva ucciso i suoi genitori, ritorna ad essere Freccia Verde. Chloe uccide Sebastian scaricando nella sua mente tantissime informazioni facendosi toccare. 
- Altri interpreti: Kyle Schmid (Sebastian Kane), Max Train (Jesse Watts), Sarah Penikett (Ragazza sull'aereo), Brad Turner (Rapinatore).

## Stirpe
- Titolo originale: Bloodline
- Diretto da: Michael Rohl
- Scritto da: Caroline Dries

### Trama
Lois si trasferisce da Clark; questi, nello stesso momento, riceve un pacco: all'interno di esso si trova il cristallo, che teletrasporta i due nella Dimensione Fantasma. Chloe giunge a casa di Clark e raccoglie il cristallo poco prima che Tess lo trovi; Davis, successivamente, le chiede aiuto per scoprire le sue origini. Clark e Lois si imbattono in Kara, che gli dice di aver trovato il portale di Zor-El ma di non averlo usato per evitare un'altra fuga di zoners. Chloe chiede ad Oliver di rubare il macchinario di Tess per attivare il cristallo e il miliardario accetta. Kara apre il portale e fa fuggire Lois; anche uno zoner, tuttavia, riesce ad evadere e a impossessarsi del corpo della reporter. Il fantasma arriva da Chloe: presentandosi come Faora, moglie di Zod, essa chiede alla reporter informazioni sul figlio e non appena vede il fascicolo di Davis se ne va. Oliver ruba il macchinario di Tess e Chloe riesce a far evadere Clark e Kara facendosi pervadere da Brainiac. Faora spiega a Davis che lui è figlio suo e di Zod, creato artificialmente per essere il distruttore della Terra; tuttavia, dopo averne visto la compassione, dice che è ancora troppo debole e lo uccide. Kara salva Clark da Faora grazie al cristallo di John, mentre Davis si risveglia. Lois dice a Clark di voler andare a vivere da sola mentre Tess gli dice che continuerà a indagare su di lui. Oliver dice a Clark di lasciare fuori Chloe dalla sua missione mentre Kara parte per cercare Kandor, che secondo alcuni zoners è ancora in piedi. Davis scopre di poter diventare immune a ciò che lo uccide. 
- Guest star: Laura Vandervoort (Kara).
- Altri interpreti: Daren A. Herbert (Assistente di Tess), Derek Green (Medico del pronto soccorso), Nicki Burke (non accreditata) (Infermiera alla reception), Rob Hayter (non accreditato) (Reporter).

## Abisso
- Titolo originale: Abyss
- Diretto da: Kevin Fair
- Scritto da: Don Whitehead e Holly Henderson

### Trama
Chloe comincia a perdere dei ricordi della sua vita e Jimmy chiede aiuto a Clark. Questi e Chloe capiscono che Brainiac sta prendendo il sopravvento e il reporter decide di ricreare la Fortezza e chiedere aiuto a Jor-El. Chloe perde tutti i ricordi tranne quelli su Davis e per questo chiede aiuto al paramedico. Davis e Jimmy riescono a sedarla e Clark la porta alla Fortezza, dove chiede al padre di restituirle la memoria tranne quella sul suo segreto; durante il processo Brainiac esce dal corpo della reporter ed entra nella Fortezza. Davis confessa a Chloe che non andrà al suo matrimonio perché non sopporterebbe di vederla sposare Jimmy, per poi baciarla e dirle che la aspetterà. Clark ritorna alla Fortezza per ringraziare Jor-El: questi lo mette in guardia dal "distruttore", il cui simbolo era sempre presente nei ricordi di Chloe. Non appena Clark se ne va, la fortezza viene però corrotta da Brainiac, che trasforma la struttura tingendola di nero e afferma che Doomsday sta arrivando.
- Altri interpreti: Terence Stamp (Jor-El, voce), Victoria Duffield (Chloe da giovane), Jackson Warris (Clark da giovane), Nicki Burke (Infermiera #1), Robert Lawrenson (Neurologo), Eby Luking (Infermiera #2), James Marsters (non accreditato) (Brainiac, voce).
- Nota. Per la prima volta Clark Kent chiama Jor-El "padre".

## Il matrimonio
- Titolo originale: Bride
- Diretto da: Jeannot Szwarc
- Scritto da: Al Septien e Turi Meyer

### Trama
Il giorno delle nozze di Chloe e Jimmy è finalmente arrivato, ma durante il banchetto il fotografo viene ferito e la reporter rapita. Otto ore prima Lois organizza i preparativi mentre Davis tenta di contattare Chloe dopo aver commesso altri omicidi ed essersi trasformato di nuovo. Oliver comunica a Clark che Lex è ancora vivo; durante una ricerca a Cuba, Freccia Verde si imbatte in Lana, anche lei alla ricerca dell'ex marito. Lois e Clark, al matrimonio, sono sempre più intimi e un attimo prima che si bacino arriva Lana; quest'ultima e Clark si chiariscono una volte per tutte mentre Lois chiede consiglio ad Oliver. Il "distruttore" attacca la festa, sconfiggendo facilmente Clark, per poi ferire Jimmy e condurre Chloe, ormai preda di Brainiac, alla Fortezza. Infine un uomo calvo, il cui volto non viene mostrato, attaccato a vari macchinari osserva il video dell'assalto.
- Guest star: Kristin Kreuk (Lana Lang).
- Altri interpreti: Jason Poulsen (Colin), Dalannah Bowen (Ministro), Jason Coleman (Poliziotto), Artine Brown (Tecnico di Oliver), Peter Hanlon (Organizzatore), Robert Egger (Agente di polizia), Dario Delacio (Doomsday), Kevin Miller (Lex Luthor).

## La legione
- Titolo originale: Legion
- Diretto da: Glen Winter
- Scritto da: Geoff Johns

### Trama
Clark torna alla fattoria; mandata Lana a casa, viene attaccato da un uomo mascherato che lo ferisce con un'ascia: questi viene però fermato da tre ragazzi, membri di un gruppo chiamato "la legione", che sfoggiano poteri soprannaturali e che dicono di venire dal XXXI secolo. I tre dicono di conoscere Clark, che infatti chiamano Kal, e di essere lì per aiutarlo: gli spiegano che colui che lo ha attaccato, il Persuasore, fa parte di una cellula terroristica contraria all'integrazione tra umani ed alieni che Clark stesso, nel loro secolo, renderà possibile e che uno dei loro anelli, grazie ai quali viaggiano nel tempo, è stato rubato; gli comunicano inoltre che Brainiac è ancora vivo. Alla Fortezza Davis si risveglia mentre Chloe, ormai succube dell'intelligenza artificiale, gli conferma quanto rivelatogli da Faora e lo incarica di completare la sua trasformazione e uccidere l'altro kryptoniano. Garth, Rokk e Imra dicono a Clark che deve distruggere Brainiac in quel giorno e che l'unico modo per farlo è uccidere il suo ospite; il reporter giunge alla Fortezza mentre Davis ha iniziato il periodo di dodici giorni che lo trasformerà in Doomsday. Brainiac, giunto al Planet, entra nella mente degli umani, ma la legione lo attacca; Clark li ferma un attimo prima che uccidano Chloe e, portatala alla fattoria, riescono ad estrarre Brainiac dal suo corpo senza farle del male. Chloe riacquista la memoria mentre Imra, Garth e Rokk, che intendono riprogrammare Brainiac, consegnano a Clark uno dei loro anelli e ripartono, decidendo che il primo punto del loro codice sarà quello di preservare sempre la vita. Intanto, mentre la Fortezza cade a pezzi, Doomsday è libero. 
- Guest star: Kristin Kreuk (Lana Lang).
- Altri interpreti: Ryan Kennedy (Rokk Krinn/Cosmic Boy), Alexz Johnson (Imra Ardeen/Saturn Girl), Calum Worthy (Garth Ranzz/Lightning Lad), Dario Delacio (Doomsday), Fraser Aitcheson (non accreditato) (il Persuasore), Rob Hayter (Giornalista).

## A prova di proiettile
- Titolo originale: Bulletproof
- Diretto da: Morgan Beggs
- Scritto da: Bryan Miller

### Trama
John, durante un arresto, viene colpito da un proiettile sparato da un cecchino della polizia di Metropolis e Clark, quando viene trasportato all'ospedale, lo vede. Oliver accorre e gli dice che il medico che sta curando John lavora per lui, così Clark comincia le indagini. Lana fa visita a Tess registrando la conversazione nella quale la donna confessa che Lex è ancora vivo. Clark e Chloe scoprono che colui che ha sparato a John è nella polizia e il reporter riesce ad infiltrarvisi. Tess e Lana si scontrano alla Fondazione Isis e quest'ultima le rivela che Lex ha impiantato su di lei una microspia. Clark e il suo compagno di pattuglia hanno una discussione riguardo alle vendette che il gruppo di poliziotti mette in atto; i quattro incastrano Clark per il tentato omicidio di John per poi tentare di uccidere Freccia Verde. Questi riesce a redimere il compagno di Clark, che salva entrambi. Tess decide di smettere di essere la spia di Lex, facendolo dichiarare morto e promettendogli di rovinarlo, e propone ad Oliver una fusione. Clark va da Lana e i due si baciano. 
- Guest star: Kristin Kreuk (Lana Lang).
- Altri interpreti: Phil Morris (John Jones/Martian Manhunter), David Paetkau (Ag. Danny Turpin), Byron Lawson (Terrence), Jim Thorburn (Ag. Joe Simmons), Ty Olsson (Ag. Talbert), Alessandro Juliani (Dr. Emil Hamilton), Kai Kennedy (Figlio di Danny), Sarah Smyth (Suzie Turpin), Aubrey Arnason (Soccorritrice), Jason Schombing (Assassino).

## Potere
- Titolo originale: Power
- Diretto da: Allison Mack
- Scritto da: Todd Slavkin e Darren Swimmer

### Trama
Lana viene sottoposta al progetto Prometheus da parte di Groll su ordine di Lex. Clark va a casa sua, trovandola sottosopra e incontrandovi Tess, che gli comunica che Lana potrebbe essere stata rapita per conto di Lex. I due cominciano allora a collaborare per ritrovare la ragazza. Clark scopre cosa Lana ha fatto dopo essersene andata mentre Tess uccide Regan, il sottoposto di Lex. Clark e Chloe scoprono che il progetto Prometheus consiste nel creare una bio-tuta capace di dare poteri sovrumani a chi la indossa: Tess arriva al laboratorio per ucciderla ma Lana si sveglia e coi suoi nuovi poteri fugge e salva Groll, tutto sotto gli occhi di Clark. Clark e Lana si ritrovano al Planet per cominciare la loro nuova vita insieme. 
- Guest star: Kristin Kreuk (Lana Lang).
- Altri interpreti: Bill Mondy (Dr. Edward Groll), Ari Cohen (Regan Matthews), Ted Whittall (Carter Bowfry), Mike Dopud (George, guardia di sicurezza), Aaron Craven (Ricercatore #1), Scott Little (Lavoratore del Daily Planet), Lisa Sanson (Ricercatore #2), Charles Jarman (Guardia di sicurezza).

## Requiem
- Titolo originale: Requiem
- Diretto da: Michael Rohl
- Scritto da: Holly Henderson e Don Whitehead

### Trama
Oliver comunica al cda della LuthorCorp il suo accordo con Tess, che lo rende il nuovo proprietario della società, ma l'ufficio salta in aria; il miliardario è l'unico superstite e Clark e Lana, informati da Chloe, cominciano ad indagare. L'uomo responsabile dell'attacco, un maniaco fissato coi giocattoli, lavora per Lex e mostra come il suo prossimo obiettivo sia il Planet. Oliver confessa a Chloe che molto probabilmente il dinamitardo è Winslow Schott, un suo ex ingegnere, ma le chiede di non dire niente a Clark, visto che questi non permetterebbe mai di uccidere Lex; la reporter, comunque, confessa tutto all'amico. Lana dice a Clark di essere in grado di assorbire la kryptonite. Winslow attacca Oliver all'ospedale ma il miliardario riesce a liberarsi e a farsi dire dov'è Lex, mentre Lana e Clark scoprono le intenzioni del giocattolaio. I due trovano la bomba al Planet e Lex comunica loro che se Lana assorbirà la kryptonite dell'ordigno non potranno stare mai più insieme: i due sacrificano il loro rapporto per distruggere la bomba, e Lana successivamente ferma Clark dall'uccidere Lex; il furgone su cui si trova quest'ultimo salta comunque in aria, e Chloe capisce che è stato Oliver, che farà ricadere la colpa su Winslow. Lana e Clark si dicono addio per sempre. 
- Guest star: Kristin Kreuk (Lana Lang).
- Altri interpreti: Kevin Miller (Lex Luthor), Chris Gauthier (Winslow Schott/Giocattolaio), Matt Adler (Lex Luthor, voce), Chiara Zanni (Infermiera), Francis X. McCarthy (Primo membro al tavolo), Teryl Rothery (Secondo membro al tavolo), Ray Galletti (Terzo membro al tavolo), Bill Mondy (non accreditato) (Dottor Edward Groll).

## Diffamazione
- Titolo originale: Infamous
- Diretto da: Glen Winter
- Scritto da: Caroline Dries

### Trama
Linda Lake torna a Metropolis e costringe Clark a sottostare al suo gioco, altrimenti rivelerà al mondo il suo segreto. Clark decide quindi, dopo averlo detto a Chloe, di dichiararsi e per farlo sceglie Lois, mentre Davis torna in città. Gli abitanti di Metropolis cominciano a considerare Clark il loro eroe e allora Linda, per screditarlo, lo accusa dell'omicidio di Lex. I federali si mettono quindi sulle tracce sue e di Chloe, e Clark decide di usare l'anello della Legione per tornare indietro nel tempo. Clark salva Lois dai federali e la porta alla fattoria, dove vengono attaccati da Linda. Davis confessa a Chloe di essere Doomsday: la ragazza contatta allora la cugina poco prima di essere presa dalla bestia; Lois riesce a fermare Linda ma non a informare Clark, che torna a due giorni prima della sua confessione e ferma Linda. Il giovane Kent confessa poi tutto a Chloe, dicendole anche di aver distrutto l'anello, mentre Davis, all'ospedale, uccide Linda, che voleva sfruttare la bestia, riuscendo ad evitare la trasformazione proprio grazie all'omicidio.
- Altri interpreti: Tori Spelling (Linda Lake), Stephen Lobo (Randall Brady), Laura Mennell (Toni), Michael Rogers (Agente Black), Joe Maffei (Agente DDS), Val Cole (Annunciatore), Shayn Solberg (Spettatore), Candace Chase (Infermiera), Iris Paluly (Donna sconvolta), Dario Delacio (Doomsday), Daniel Hogarth (Bambino fan), Daniela Bobadilla (Ragazza fanatica).

## Turbolenza
- Titolo originale: Turbulence
- Diretto da: Kevin Fair
- Scritto da: Al Septien e Turi Meyer

### Trama
Davis continua a mietere vittime per tenere a freno Doomsday mentre Clark dice a Chloe di aver accettato di avere "la macchia" come alter ego. Jimmy, ancora in ospedale, assiste ad un omicidio di Davis ma il giorno dopo, quando confessa tutto a Chloe, il paramedico riesce a convincerla di essere innocente. Tess incarica Clark di accompagnarla ad un importante evento a Los Angeles. Jimmy, sempre più geloso di Davis e Chloe, scopre il cadavere di una vittima del paramedico, ma questi lo droga e lo fa passare per psicotico. L'aereo di Clark e Tess ha un'avaria ma il giovane Kent, dopo che Tess sviene, riesce a salvarla. Jimmy attacca Davis e Chloe, sopraggiunta, riesce a fermare la trasformazione del paramedico. Clark confessa a Chloe che Tess è vicina a scoprire il suo segreto mentre Jimmy, stufo della sfiducia della moglie, le dice di essersi pentito di averla sposata e lascia a Tess (che ha organizzato l'incidente per scoprire  il segreto di Clark) un fascicolo su Davis.
- Altri interpreti: Christopher Gaze (Prete), Bart Anderson (Ubriacone), Colin Lawrence (Comandante Nichols), Daren A. Herbert (Assistente di Tess), Chasty Ballesteros (Infermiera), Frank Topol (Guardia di sicurezza), Richard Harmon (Tossicodipendente), Sheldon Yamkovy (Spacciatore), Dario Delacio (Doomsday).

## Desideri
- Titolo originale: Hex
- Diretto da: Mairzee Almas
- Scritto da: Bryan Miller

### Trama
Chloe, alla sua festa di compleanno, viene avvicinata da una maga, Zatanna, che le chiede di esprimere un desiderio; il giorno dopo la ragazza si sveglia uguale a Lois. Zatanna si rivolge ad Oliver e gli chiede di ritrovare il libro di suo padre, acquistato da Lex poco prima della sua morte, in cambio dell'esaudimento di un suo desiderio. Chloe confessa a Clark il sortilegio di Zatanna e i due cominciano ad investigare; la maga rivela loro che il desiderio finirà solo quando non sarà più voluto ed esaudisce quello di Clark, cioè avere una vita normale. Freccia Verde recupera il libro del padre di Zatanna ma al momento dello scambio, avendo capito la pericolosità dell'oggetto, tenta di distruggerlo, ma la maga glielo impedisce. Clark e Chloe ritrovano l'uomo cui Zatanna si era rivolta e questi dice loro che la maga vuole il libro per resuscitare suo padre, cosa che però richiede il sacrificio di una vita. Chloe ritorna normale e Clark convince Zatanna a non resuscitare il padre (inizialmente la maga voleva sacrificarsi, ma l'incantesimo stava per uccidere Chloe). Oliver e Zatanna si riappacificano, Clark e Lois si chiariscono e infine Chloe inizia a lavorare con Oliver e gli altri supereroi nel ruolo di Watchtower, il centro operativo del gruppo alla Fondazione Isis. 
- Altri interpreti: Serinda Swan (Zatanna), Andrew McIlroy (Yuri), Anna Cummer (Reporter passante), Aaron Dudley (Lavoratore del Daily Planet), Bruce Dawson (Agente di polizia), Evan C. Schulte (Jeff), Nicola Anderson (Invitato al party).

## Eterno
- Titolo originale: Eternal
- Diretto da: James Marshall
- Scritto da: Brian Peterson e Kelly Souders

### Trama
Tess, leggendo il libro della Veritas di Lionel, scopre che il giorno della pioggia di meteoriti giunse sulla Terra un secondo alieno oltre al "viaggiatore". La redattrice rifiuta un articolo di Clark sulle misteriose sparizioni degli ultimi tempi per poi far saltare in aria Davis con la sua auto dopo averlo visto commettere un omicidio. Tess lo porta poi a casa sua e qui gli racconta la sua storia e quella del "viaggiatore" e di come Lionel, credendo che Davis fosse quest'ultimo, lo accolse in casa sua, per poi abbandonarlo quando si accorse del suo errore; il paramedico si fa allora dire da Tess chi sia il "viaggiatore" per poi andarsene. Clark e Chloe cominciano ad indagare e il reporter va da Tess, che gli racconta tutto. Davis si dirige da Chloe e le chiede di aiutarlo a morire: i due vanno quindi alla cella alla kryptonite del dottor Groll e il paramedico, nonostante Clark non voglia, gli rivela il suo destino e si lascia uccidere. Tess si incontra con Clark, che continua a negare di essere un alieno, per poi ritrovare l'oggetto con cui Lex distrusse la Fortezza. Davis ritorna da Chloe, dicendo che la sua vicinanza placa Doomsday, e le chiede di restare con lui: la reporter decide allora di lasciar vivere il paramedico nello scantinato del Talon.  
- Altri interpreti: Connor Stanhope (Lex da bambino), Alex Ferris (Davis da bambino), Mike Dopud (George, guardia di sicurezza), Daren A. Herbert (Assistente di Tess), Steve Maddock (Assistente di Lionel), Osmond L. Bramble (Conducente carro attrezzi).

## Stiletto
- Titolo originale: Stiletto
- Diretto da: Kevin Fair
- Scritto da: Caroline Dries

### Trama
Lois salva Chloe da un borseggio e coglie l'occasione per diventare un'eroina, Stiletto, in modo da ottenere un articolo da prima pagina. Clark viene informato da Chloe, cui il ladro ha preso il portatile con le informazioni su Oliver e gli altri, e chiede a Lois di metterlo in contatto con l'eroina. Lo scippatore, Bruno Mannheim, uccide il boss per cui lavora e ne prende il posto, cominciando a dare la caccia a Stiletto. Lois chiede a Jimmy di aiutarla con l'articolo per poi tentare di mettersi in contatto con "la macchia". Bruno scopre le foto di Stiletto sulla macchina di Jimmy e tenta di ottenere delle informazioni. Clark scopre Lois e i due cominciano ad indagare. Chloe viene attaccata dal tirapiedi di Bruno ma Davis, trasformato, la salva. Lois va dalla cugina e le rivela di essere Stiletto. Clark raggiunge Bruno proprio quando riesce ad entrare nel computer di Chloe ma le banconote trattate con la kryptonite presenti sul posto lo fermano; Stiletto interviene e, seppur con qualche difficoltà, tutto si risolve. Lois decide di abbandonare l'alter ego, mentre Clark riporta a Chloe il suo computer e contatta telefonicamente Lois come "la macchia".
- Altri interpreti: Dominic Zamprogna (Bruno Mannheim), Stephen Lobo (Randall Brady), Nels Lennarson (Ron Milano), Sian Sladen (Dottore), Craig Stanghetta (Ricky), Jason Beaudoin (Spacciatore), Rebecca Davis (Hostess), Juan Riedinger (A.J.).

## La bestia
- Titolo originale: Beast
- Diretto da: Michael Rohl
- Scritto da: Genevieve Sparling

### Trama
Clark dice a Chloe di sospettare che Davis sia ancora vivo, ma la ragazza tenta di sviarlo. Jimmy chiede aiuto a Oliver: questi, sapendo che il fotografo è caduto in una profonda crisi, prova a convincerlo a farsi aiutare in una struttura apposita, ma il ragazzo si rifiuta. Chloe incontra il dottor Hamilton, medico del gruppo di supereroi, e gli chiede aiuto per Davis; la situazione per quest'ultimo peggiora e la reporter prende la decisione di fuggire insieme da Smallville. Clark e Oliver capiscono che Doomsday è ancora vivo; il giovane Kent comunica a Chloe di voler rinchiudere Davis nella Dimensione Fantasma, ma la ragazza lo svia di nuovo. Oliver scopre Jimmy a derubare Chloe ma Davis rapisce entrambi: il paramedico viene colto da un'altra crisi ma Clark lo porta via prima che uccida Oliver. Il giovane Kent porta Davis alla Fortezza: i due cominciano a combattere e Clark apre il portale per la Dimensione Fantasma, ma Chloe glielo impedisce e calma Davis, col quale successivamente se ne va. Oliver offre un lavoro a Jimmy e questi accetta. Chloe infine telefona a Clark dicendogli che ha fatto tutto per proteggerlo.  
- Altri interpreti: Alessandro Juliani (Dr. Emil Hamilton), Michael Rogers (Agente Black), David Ingram (Dirigente d'azienda).

## Ingiustizia
- Titolo originale: Injustice
- Diretto da: Tom Welling
- Scritto da: Al Septien e Turi Meyer

### Trama
Tess e Clark hanno un'altra discussione in merito al destino di quest'ultimo; durante il diverbio, il giovane Kent sente la voce di Chloe che invoca il suo aiuto, così la raggiunge e la salva da un gruppo di persone dotate di poteri, tra le quali si trova anche Bette. Tess, a capo del gruppo di mutanti, li raggiunge dopo che Doomsday ha ucciso uno di loro, Neutron; la donna incarica quindi Bette e Parasite, un ragazzo capace di assorbire i poteri altrui (come fa con Livewire, una ragazza del gruppo che voleva andarsene), di trovare il "viaggiatore". Clark chiede ad Oliver di rubare la kryptonite nera di Tess, lasciatale da Lex, in modo da separare Davis da Doomsday e sigillare questi nella Dimensione Fantasma, dicendogli però che gli serve per ucciderlo. Clark, Chloe e il dottor Hamilton trovano i corpi dei due sottoposti di Tess e Chloe mette in guardia Bette e Parasite da questa. Clark scopre che Chloe è stata impersonata da Eva Green, l'assistente mutaforma di Tess, ma questa comunque lo informa del gruppo prima di essere uccisa; il giovane Kent informa allora Bette del tradimento di Tess ma Parasite assorbe i suoi poteri. Oliver ruba la kryptonite nera ma lui e Tess vengono attaccati da Parasite e Bette; i due rapiscono la donna, che viene salvata da Freccia Verde e Clark, che recupera i suoi poteri. Oliver confessa a Clark di aver ucciso Lex mentre il giovane Kent gli confessa il suo piano e i due litigano. Tess comunica a Clark di aver distrutto il cristallo per aprire la Dimensione Fantasma; tornata alla tenuta Luthor, la donna viene investita da un raggio proveniente dal cristallo che ha distrutto la Fortezza.
- Altri interpreti: Jessica Parker Kennedy (Bette Sans Souci/Plastique), Alessandro Juliani (dottor Emil Hamilton), Brendan Fletcher (Rudy Jones/Parassita), Anna Williams (Eva Greer), Anna Mae Routledge (Leslie Willis/Livewire), Mike Dopud (George, guardia di sicurezza), Nathan Witte (Neutron).

## Doomsday
- Titolo originale: Doomsday
- Diretto da: James Marshall
- Scritto da: Kelly Souders e Brian Peterson

### Trama
Rokk torna da Clark e gli dice che avendo salvato Chloe ha reso praticamente invincibile Doomsday (lei ha tentato di usare la kryptonite per ucciderlo e questo lo ha reso più potente) e gli consegna un altro anello per mandare la bestia nel futuro e lasciare a loro il combattimento, ma Clark non intende dare ad altri il compito di risolvere i suoi problemi. Tess scopre che il cristallo che ha distrutto la Fortezza è stato rubato. Clark, in qualità de "la macchia", chiama Lois e le dice che salverà Chloe ma anche che deve pubblicare una lettera nel caso non fosse in grado di sconfiggere Doomsday. Successivamente Clark illustra a Dinah e Bart il suo piano (dividere Davis da Doomsday con la kryptonite nera e rinchiudere la bestia in una centrale geotermica) per poi escludere Oliver dal gruppo dopo aver rivelato l'omicidio di Lex. Jimmy, su ordine di Oliver, entra nel computer di Tess per trovare Davis e Chloe; nell'ufficio incontra Lois che, dopo che Jimmy se ne va, trova un video in cui Regan rivela a Tess che ciò che uscirà dal globo distruggerà il mondo. Dinah comunica a Clark la posizione di Chloe e Davis ma giunto sul posto lei, Bart e Oliver lo mettono fuori gioco per poter uccidere il paramedico. Tess accusa Lois di averle rubato il globo: le due cominciano a combattere e la reporter, nella colluttazione, trova l'anello della Legione, che si attiva e la fa sparire. Oliver, Bart e Dinah trovano Davis e Chloe: il paramedico comincia a trasformarsi ma prima che Oliver lo uccida Chloe usa la kryptonite nera e lo separa dalla bestia. Jimmy salva Clark e questi gli rivela il suo segreto, chiedendogli poi aiuto; giunto alla centrale Clark scopre cosa è successo e successivamente si reca a combattere con Doomsday, che riesce a imprigionare sotto la centrale. Jimmy e Chloe si riappacificano e decidono di tornare insieme: Davis allora uccide il fotografo, rimanendo anche lui ucciso nello scontro. Clark, sentendosi colpevole per la morte di Jimmy, dice a Chloe di voler rinunciare alla sua parte umana, a causa della quale prende decisioni viziate dalle emozioni, mentre Tess vede che il globo, riattivatosi, fa comparire un uomo e lascia a terra il simbolo di Zod.
- Altri interpreti: Alaina Huffman (Dinah Lance/Black Canary), Kyle Gallner (Bart Allen/Impulse), Ari Cohen (Regan Matthews), Ryan Kennedy (Rokk Krinn/Cosmic Boy), Mike Dopud (George, guardia di sicurezza), Dario Delacio (Doomsday), Ryan Harder (Fratello di Jimmy), Serge Houde (Prete), Taya Clyne (Ragazzina), Monique Ganderton (Mamma).